# Nationalpark Sallandse Heuvelrug
Der Nationalpark Sallandse Heuvelrug (deutsch Sallander Hügelrücken) ist ein Naturschutzgebiet in der niederländischen Provinz Overijssel mit einer Größe von rund 3500 Hektar. Das Gebiet erhielt im Jahr 2004 den offiziellen Status als Nationalpark und beherbergt vor allem Heidelandschaften und Binnendünen.

## Geographie

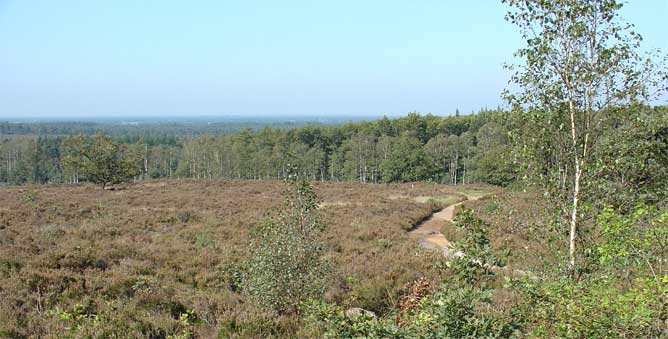
Blick von einem der Hügel auf die charakteristische Heidelandschaft des Nationalparks

Der Nationalpark Sallandse Heuvelrug liegt in der Provinz Overijssel in einem Dreieck zwischen den Fernstraßen (niederländisch provinciale weg) N35 im Norden, N332 im Südwesten und N350 im Südosten, die nächstgelegene Ortschaft ist das unmittelbar östlich angrenzende Nijverdal.
Seit dem Mittelalter besteht das ursprünglich bewaldete Areal vor allem aus ausgedehnten Heidegebieten, stellenweise ist der Untergrund auch komplett bar jeder Vegetation. An diesen Stellen befinden sich durch Sandverwehungen entstandene Binnendünen. Wie der Name Sallandse Heuvelrug bereits andeutet, ist das Gebiet des Nationalparks für niederländische Verhältnisse recht hügelig; höchste Erhebung des Parks ist der etwa 75 Meter hohe Grote Koningsbelt, der damit auch einer der höchstgelegenen Orte der Provinz ist.
Um weiterer Erosion und Flugsandbildung entgegenzuwirken, wurden die Hügel etwa seit dem Ende des 19. Jahrhunderts großflächig vor allem mit Kiefern aufgeforstet. Diese Praxis wurde gegen Ende des 20. Jahrhunderts wieder eingestellt, um die kulturhistorisch bedeutsamen Heidelandschaften zu erhalten.
Im Westen des Nationalparks liegt das zwischen 1900 und 1910 erbaute Landhaus De Sprengenberg auf dem gleichnamigen Hügel. Dieses wird von den Bewohnern der Region auch Palthetoren (nach dem niederländischen Patriziergeschlecht der Palther und dem niederländischen Wort toren für Turm) genannt und besitzt den offiziellen Status als rijksmonument.
Der Hügelrücken stellt ein markantes Merkmal der Overijsseler Landschaft dar. Die einzelnen Hügel sind aus allen Richtungen bereits aus großer Entfernung sichtbar.

## Entstehung
Der Sallandse Heuvelrug in seiner heutigen Form ist eine Eisrandlage, die während der Saale-Eiszeit vor etwa 150.000 Jahren gebildet wurde. Vor Beginn dieser Eiszeit wurden hier durch den urzeitlichen Rhein und andere große Flüsse große Mengen an Kies und Sand sowie dünnere Schichten von Lehm abgelagert. Während der Eiszeit schoben die vorrückenden Gletscher diese Ablagerungen auf und vor sich her, was zur Entstehung des heutigen Hügelrückens an der Stelle der südlichsten Ausbreitung führte. Während der späteren Weichsel-Eiszeit drangen die Gletscher nicht mehr bis in das Gebiet der heutigen Niederlande vor, dennoch war der Untergrund im Bereich des späteren Nationalparks permanent gefroren, was ein Versickern von Schmelzwasser in den Boden verhinderte. Stattdessen sammelte sich das Wasser in Bächen an der Oberfläche und trug zur verstärkten Erosion bei. Auf den freiliegenden Böden lagerte sich durch vorherrschende starke Winde Decksand an den Flanken des Hügelrückens ab.
Nachdem das Klima sich wieder erwärmte, begann sich auf dem Sallandse Heuvelrug eine dichte Bewaldung zu bilden, die bis ins Mittelalter die hier vorherrschende Vegetationsform darstellte. Durch den zunehmenden Bevölkerungsdruck in dieser Zeit begannen großflächige Abholzungen und eine intensive landwirtschaftliche Nutzung des Gebiets zur Beweidung mit Schafen und Ziegen. Diese Bewirtschaftung führte zur Entstehung der heute typischen Heideflächen in dem Gebiet.

## Flora

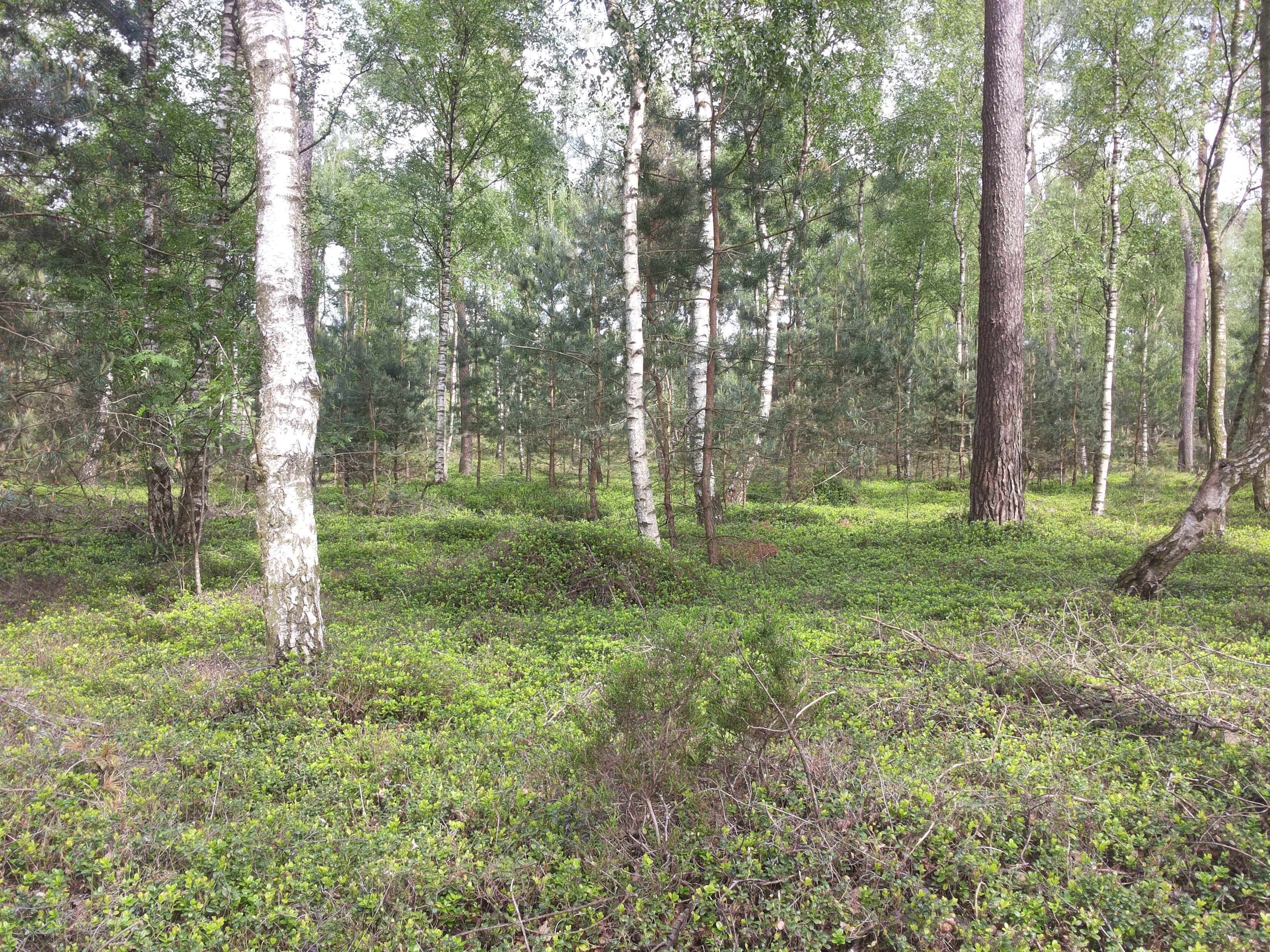
Lichter Wald im Nationalpark Sallandse Heuvelrug

Der Nationalpark Sallandse Heuvelrug bietet neben den dominanten Heideflächen auch Gebiete mit Nadel- und Laubwäldern. Einige erwähnenswerte Pflanzen, die in der Heide vorkommen sind zum Beispiel die Schwarze Krähenbeere, die Quendel-Seide, der Gemeine Wacholder oder das Knorpelkraut. In den etwas feuchteren Arealen wachsen unter anderem die Moorlilie, der Rippenfarn, das Hunds-Veilchen oder verschiedene Arten von Orchideen. Der Park beheimatet eine einzigartige Pilzflora, bemerkenswert ist vor allem die Zunahme von Echten Pfifferlingen, die seit einigen Jahren zu beobachten ist.

## Fauna

### Säugetiere
Das größte im Nationalpark Sallandse Heuvelrug beheimatete Säugetier ist das Reh, des Weiteren leben hier Füchse und Steinmarder. Die Übergangsgebiete zwischen Wald und landwirtschaftlich genutzten Flächen bieten unter anderem dem Europäischen Iltis, dem Hermelin und dem Wiesel einen Lebensraum. Verschiedene Arten von Fledermäusen leben ebenfalls im Nationalpark und nutzen vor allem hohle Bäume als Rückzugsort und Lager für den Winterschlaf.

### Reptilien und Amphibien
Der Sallandse Heuvelrug beherbergt nur einige wenige Arten von Reptilien und Amphibien, darunter vor allem die Blindschleiche und einige Froschlurche. Die auf der Roten Liste der gefährdeten Arten stehende Zauneidechse lebt ebenfalls im Parkgebiet. Für die Echsen stellt der Tourismus in dem Gebiet ein erhebliches Problem dar, da jedes Jahr Dutzende von Tieren durch unachtsame Besucher zu Tode kommen.

### Vögel
Im Nationalpark brüten jedes Jahr mehr als 75 verschiedene Arten von Vögeln. Darunter befinden sich auch seltene Arten wie das Schwarzkehlchen, der Ziegenmelker und der Kolkrabe. Die noch vorhandenen Bestände alter Nadelwälder sind der Lebensraum von Arten wie der Tannenmeise, der Haubenmeise, dem Fichtenkreuzschnabel und Raubvögeln wie dem Habicht und dem Wespenbussard. In den Laubwäldern kann man unter anderem den Kleinspecht, den Kernbeißer oder den Kleiber beobachten.

#### Birkhuhn

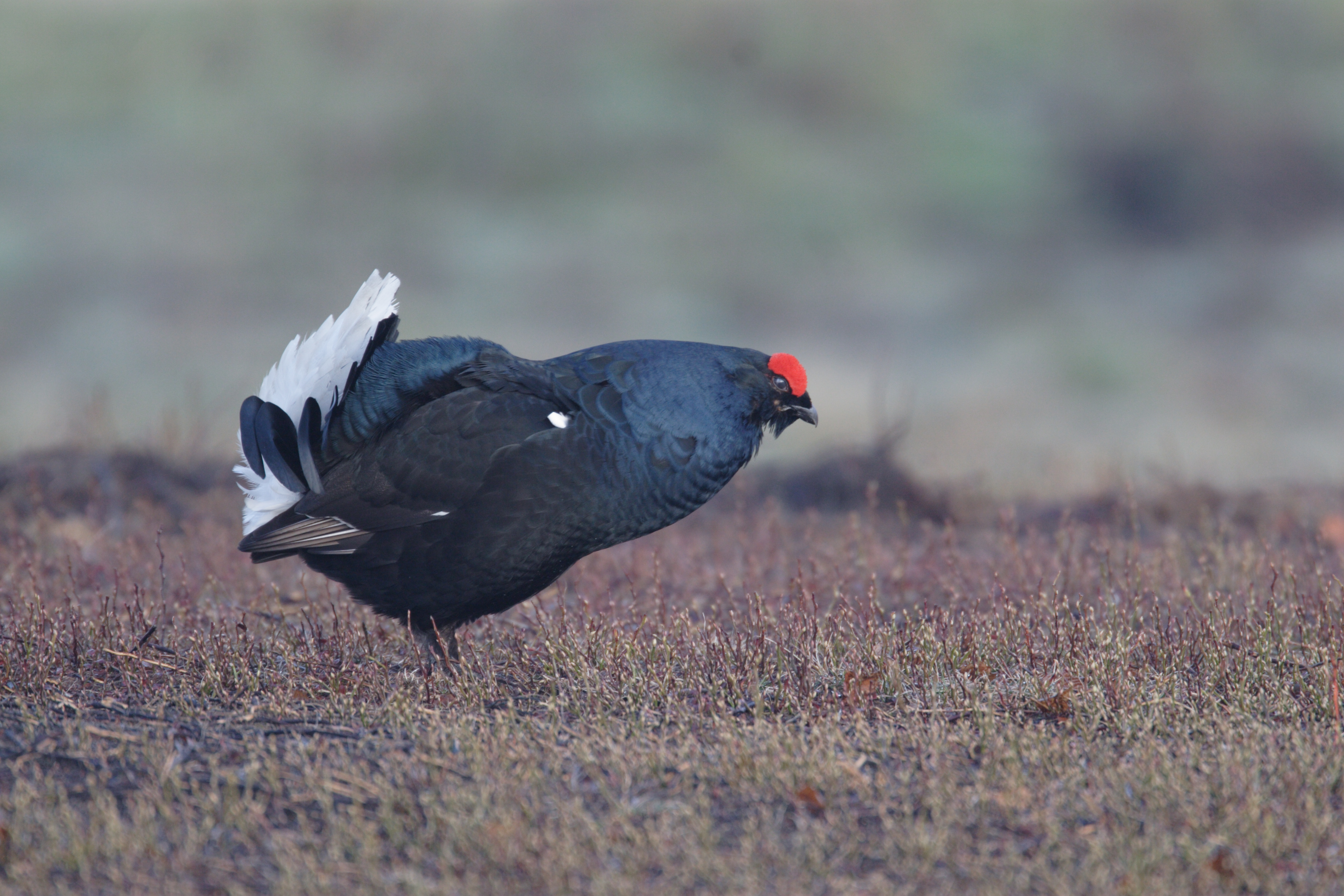
Birkhahn

Eine ausgesprochene Besonderheit des Nationalparks Sallandse Heuvelrug ist die hier ansässige Population von Birkhühnern. Diese Art war in den Niederlanden praktisch ausgestorben, lediglich etwa zehn Individuen verblieben noch auf dem Sallandse Heuvelrug. Um die Art hier zu erhalten, wurden in den Jahren 2012 und 2013 insgesamt 30 Tiere in Schweden eingefangen, wo die Art noch reichlich vertreten ist und auf dem Sallandse Heuvelrug ausgesetzt. Zwischen 2016 und 2021 werden jedes Jahr weitere 25 Tiere aus Schweden eingeführt, um die Fortpflanzungsfähigkeit der Population in der Zukunft zu gewährleisten.

### Insekten
Das Parkgebiet beheimatet eine Vielzahl von Insektenarten, darunter ausgesprochen viele verschiedene Arten von Schmetterlingen. Einige Vertreter sind etwa der Grüne Zipfelfalter, der Braunfleckige Perlmuttfalter oder der Kleine Feuerfalter. Seit relativ kurzer Zeit ist die Wespenspinne wieder im Nationalpark heimisch.

## Sehenswürdigkeiten

### Holten Canadian War Cemetery

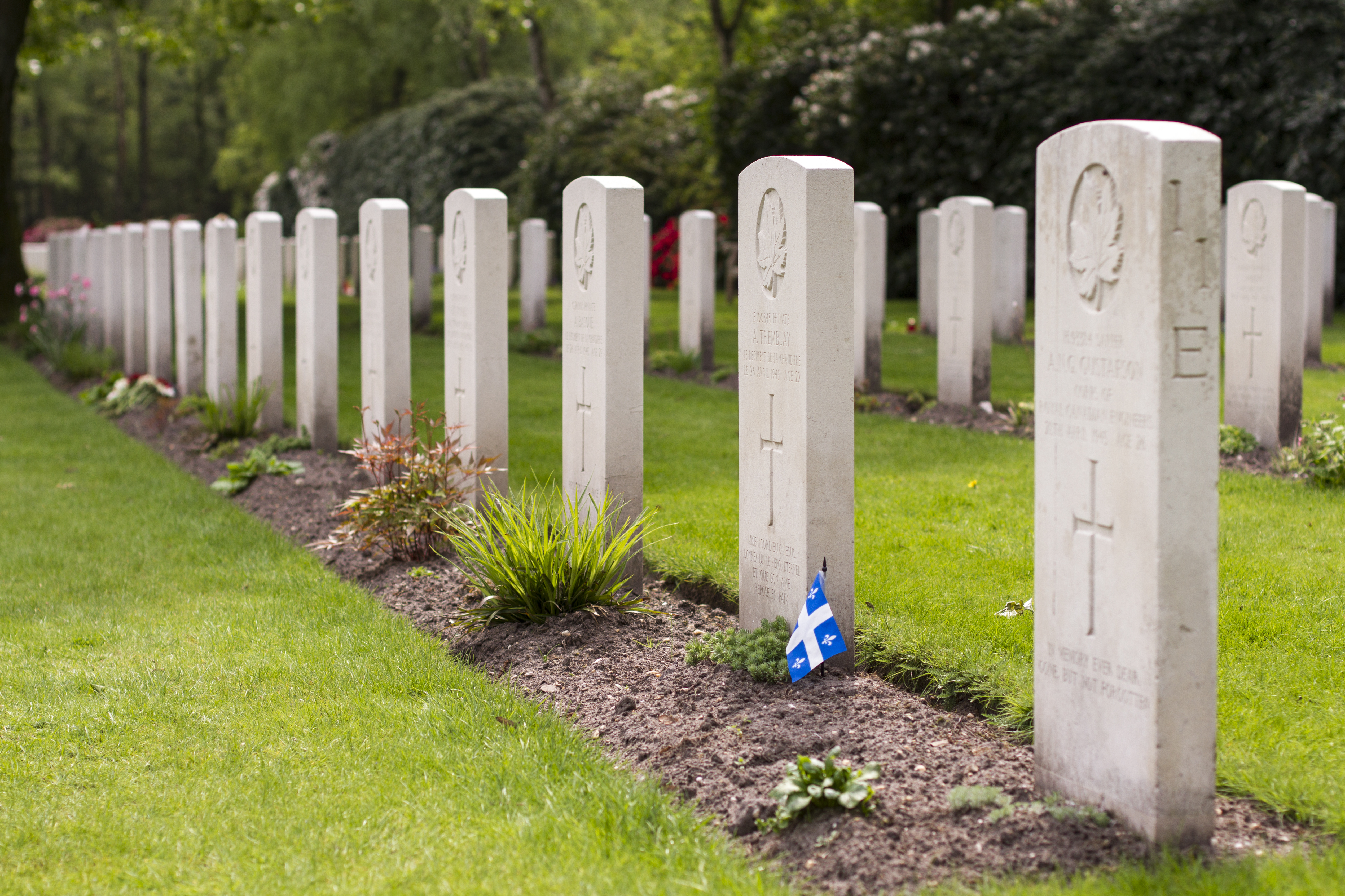
Gräber kanadischer Soldaten auf dem Holterberg

Auf dem Holterberg befindet sich der Holten Canadian War Cemetery, der durch die Commonwealth War Graves Commission unterhalten wird. Hierbei handelt es sich um einen der größten militärischen Begräbnisplätze in den Niederlanden mit insgesamt 1394 Soldatengräbern. Neben 1355 Kanadiern liegen hier auch 36 Briten, zwei Australier und ein Belgier begraben. Die an diesem Ort beerdigten Soldaten gehörten zum 2. Kanadischen Korps und verloren ihr Leben während der Befreiung der Niederlande und in späteren Gefechten in Deutschland. Seit 2011 existiert hier ein neues Informationszentrum.

### Twilhaar-Monument

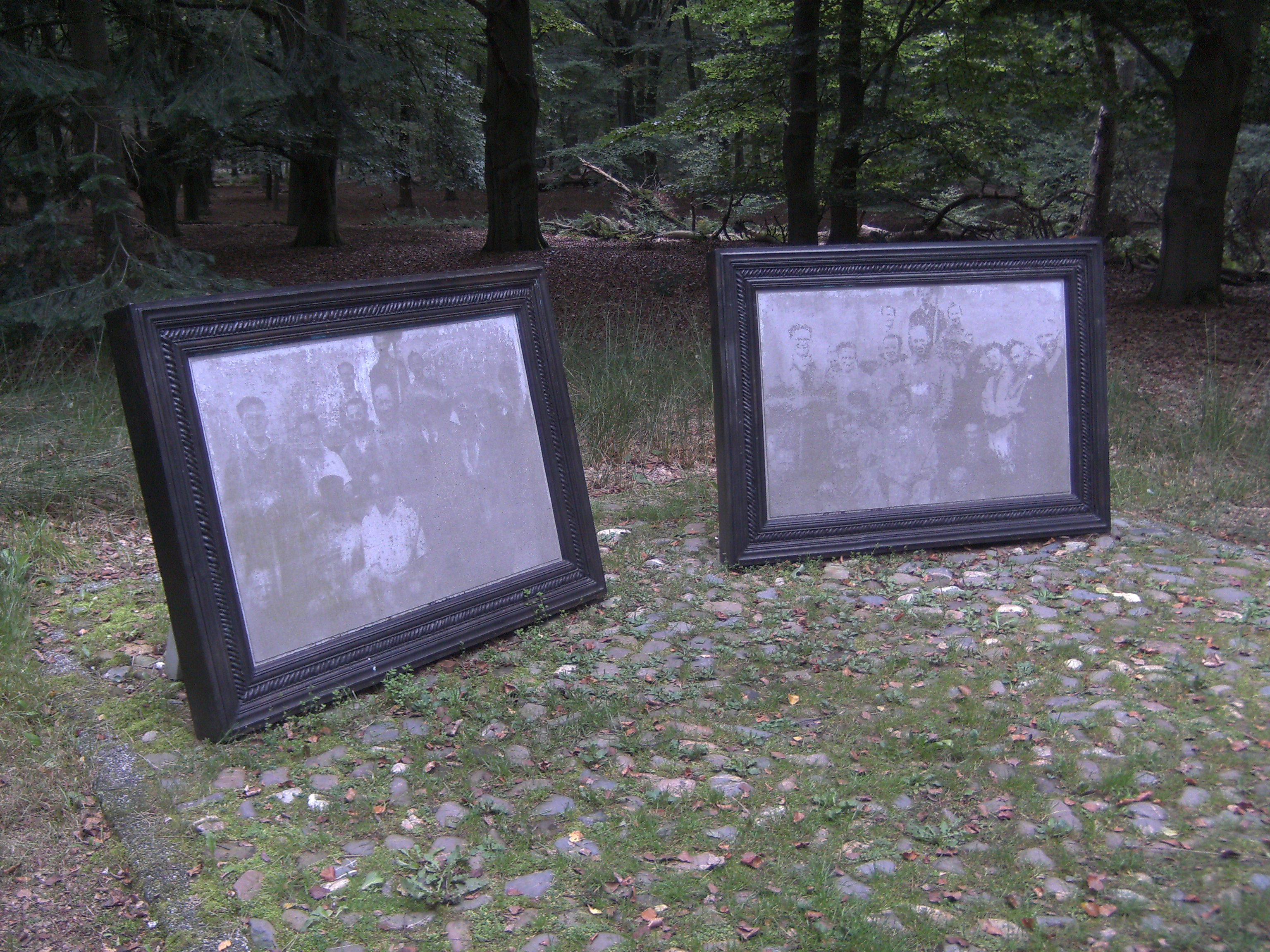
Das Twilhaar-Monument bei Hellendoorn

In der Nähe des Ortes Hellendoorn befindet sich seit dem 2. Oktober 2003 ein Monument, das an die jüdischen Zwangsarbeiter des Arbeitslagers Twilhaar erinnert. Diese wurden am 2. Oktober 1942 von den deutschen Besatzern zunächst in das Durchgangslager Westerbork verbracht und fanden später im Konzentrationslager Auschwitz den Tod. Das Denkmal besteht aus einer Bronzeplatte, in die die Namen der Ermordeten eingraviert sind, sowie aus zwei Betonpaneelen mit identischen Fotos. Eines dieser Fotos ist absichtlich verblasst, womit der Künstler auf das mögliche Verblassen der Erinnerung an diese Männer aufmerksam machen möchte.

### Sternwarte
Im Osten des Nationalparks bei Nijverdal liegt ein Informationszentrum der niederländischen Forstverwaltung Staatsbosbeheer, in dem sich Besucher über Geschichte und Natur des Nationalparks informieren können. Teil dieses Zentrums ist auch die Publiekssterrenwacht Hellendoorn, eine für die Öffentlichkeit zugängliche Sternwarte, die am 19. April 2013 hierher verlegt wurde. Zuvor war diese in der in der Nähe befindlichen früheren Kornmühle De Wippe untergebracht gewesen. Die Sternwarte macht sich die relativ geringe Lichtverschmutzung am Rande des Nationalparks zu Nutze.